# Вашингтон (округ, Флорида)
Шаблон:StateAbbr_ 30°37′ пн. ш. 85°40′ зх. д. / 30.61° пн. ш. 85.67° зх. д.
Ва́шингтон (англ. Washington County) — округ (графство) на північному заході штату Флорида. Центр — місто Чиплі.
Площа округу становить 1502 км².
Округ був виділений з округів Джексон і Волтон в 1825 році.
Населення округу — 24896 осіб (2010).

## Населені пункти
В склад округу входять 2 міста (сіті) та 3 містечка (таун).
Міста
| Місто  | Населення, осіб | Рік  |
| ------ | --------------- | ---- |
| Вернон | 743             | 2000 |
| Чиплі  | 3682            | 2005 |

Містечка
| Містечко | Населення, осіб | Рік  |
| -------- | --------------- | ---- |
| Восау    | 398             | 2000 |
| Ебро     | 250             | 2000 |
| Керівілл | 218             | 2000 |

## Суміжні округи
- Голмс — північ
- Джексон — північний схід
- Бей — південь
- Волтон — захід